# Хань Симэн (вышивальщица)
Хань Симэн (кит. трад. 韓希孟, упр. 韩希孟, пиньинь Hán Xīmèng) — вышивальщица в Китае XVII века (последние десятилетия правления династии Мин), точные годы жизни неизвестны. Известна сохранившимися вышитыми копиями выдающихся художественных работ других авторов, и как самый яркий представитель школы вышивки «Гу».

## Биография
Родом из Ханчжоу, Хань Симэн вошла в семью Гу в Шанхае в качестве супруги Гу Шоуцяня, внука Гу Минши, патриарха клана, литератора и любителя искусств, при котором женщины семьи занялись вышивкой. 
В 1634 она представила серию из 8 листов, где шёлком были вышиты копии классических работ сунских и юаньских художников. Её труд придал столько выразительности работам, что Дун Цичан, знаменитый художник своего времени и наставник Гу Шоуцяня, пожелал узнать секреты её мастерства. 
Хань Симэн было суждено стать самой видной представительницей школы «вышивки Гу». 
После смерти Гу Минши семья Гу испытывала трудности и начала активно торговать вышивкой, которая преодолела рамки семьи и превратилась в мануфактуру. В цинский период это семейное искусство превратилось в название стиля, и лавки к югу от Янцзы зазывали покупателей вывесками «вышивка Гу». Эта школа мастерства ушла в историю в начале XIX века. 